# 납매
납매(蠟梅, 학명: Chimonanthus praecox)는 받침꽃과 납매속에 속하는 낙엽수로 중국이 원산지이다.

## 이름
납매라는 이름은 섣달에 피는 매화라는 뜻이다.

## 특징
중국 원산으로 정원수로 쓰이고 있다. .
낙엽 활엽수 관목으로  높이는 2-5 미터가 된다. 잎은 길이 10 - 20 센티미터의 가는 긴 타원형으로, 양쪽 끝은 뾰족하다  .
아주 이른 꽃을 볼 수 있는 납매는 보통 1~2월에 꽃이 피고, 이중 이른 꽃을 피우는 품종중은 12월에도 피며, 늦은 꽃을 피우는 품종은 2월에도 꽃을 볼 수 있으며, 꽃은 반투명하고 흐릿한 광택이 있다. 향기로운 노란 꽃은 약간 아래를 향해 핀다. . 꽃의 바깥쪽은 옅은 노란색이고 안쪽은 짙은 자주색이다.

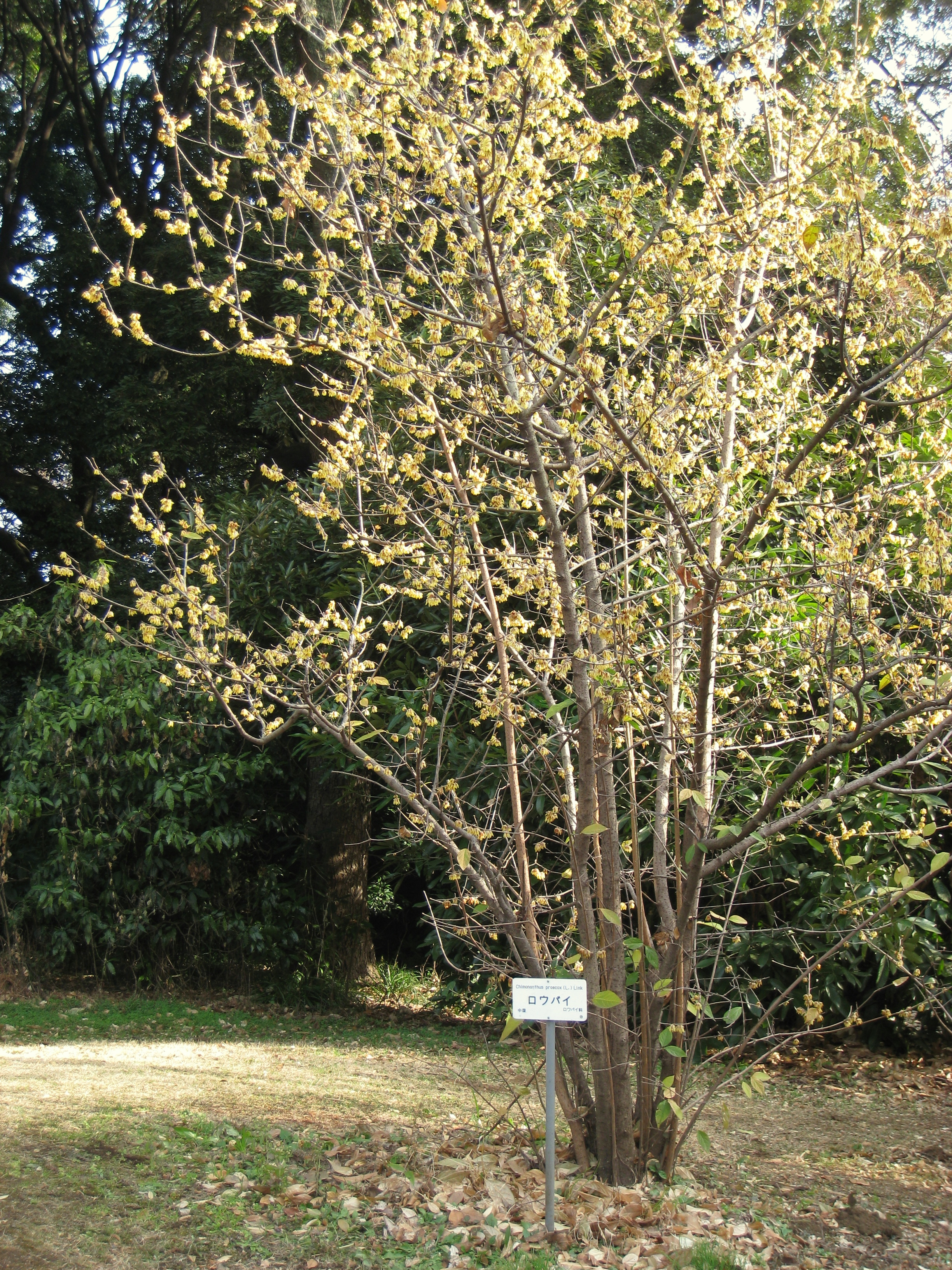
나무
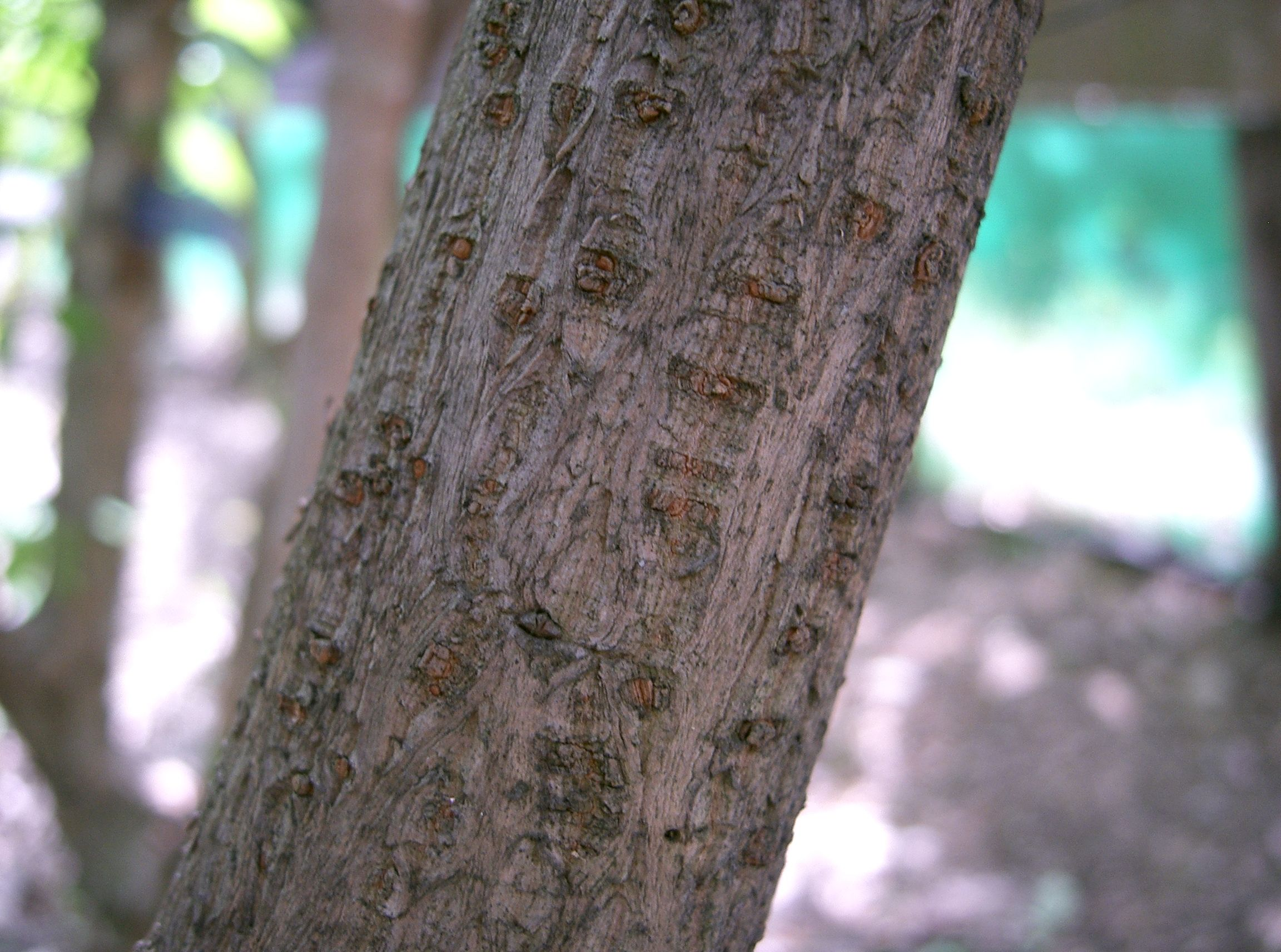
수피
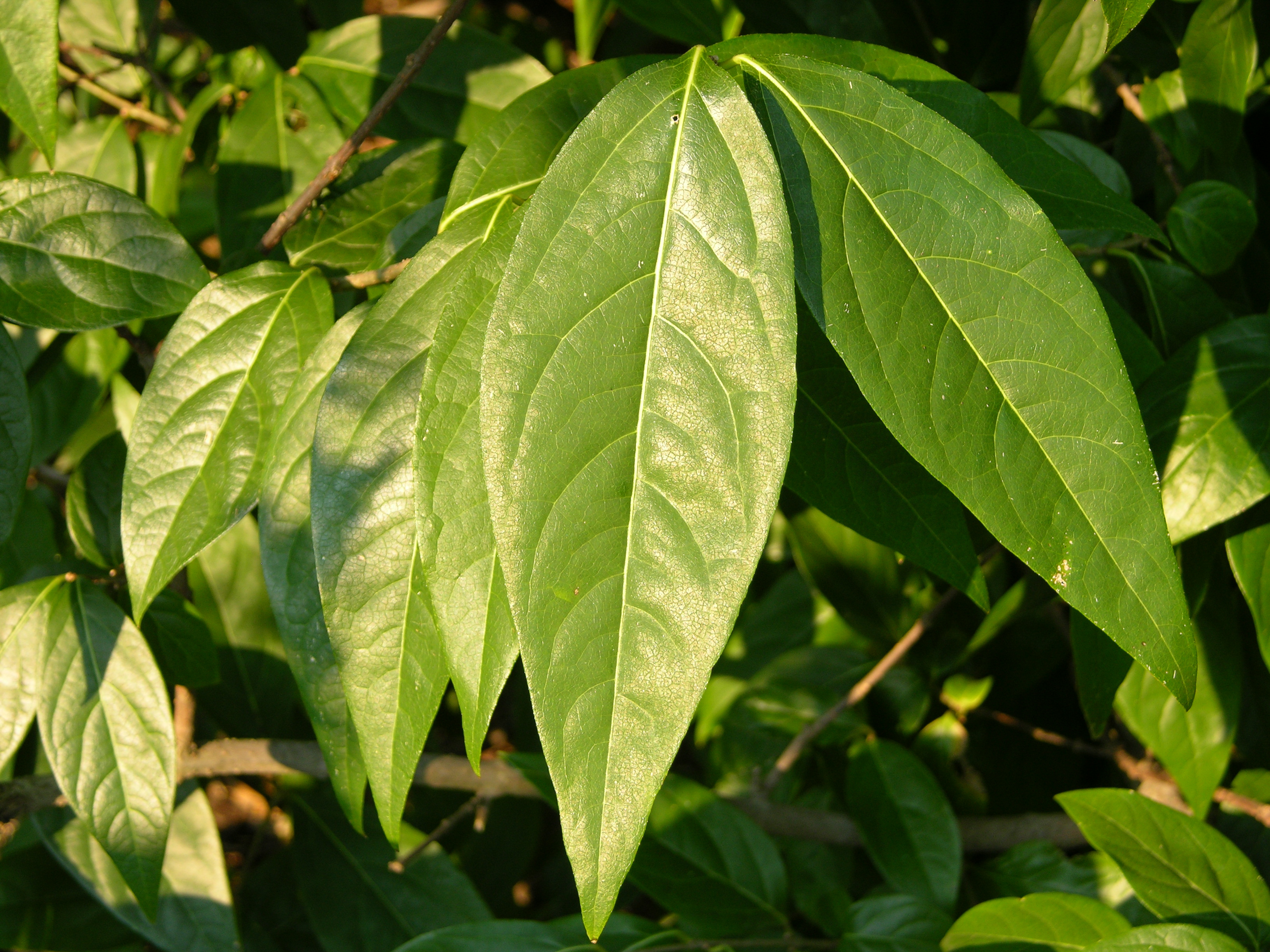
잎
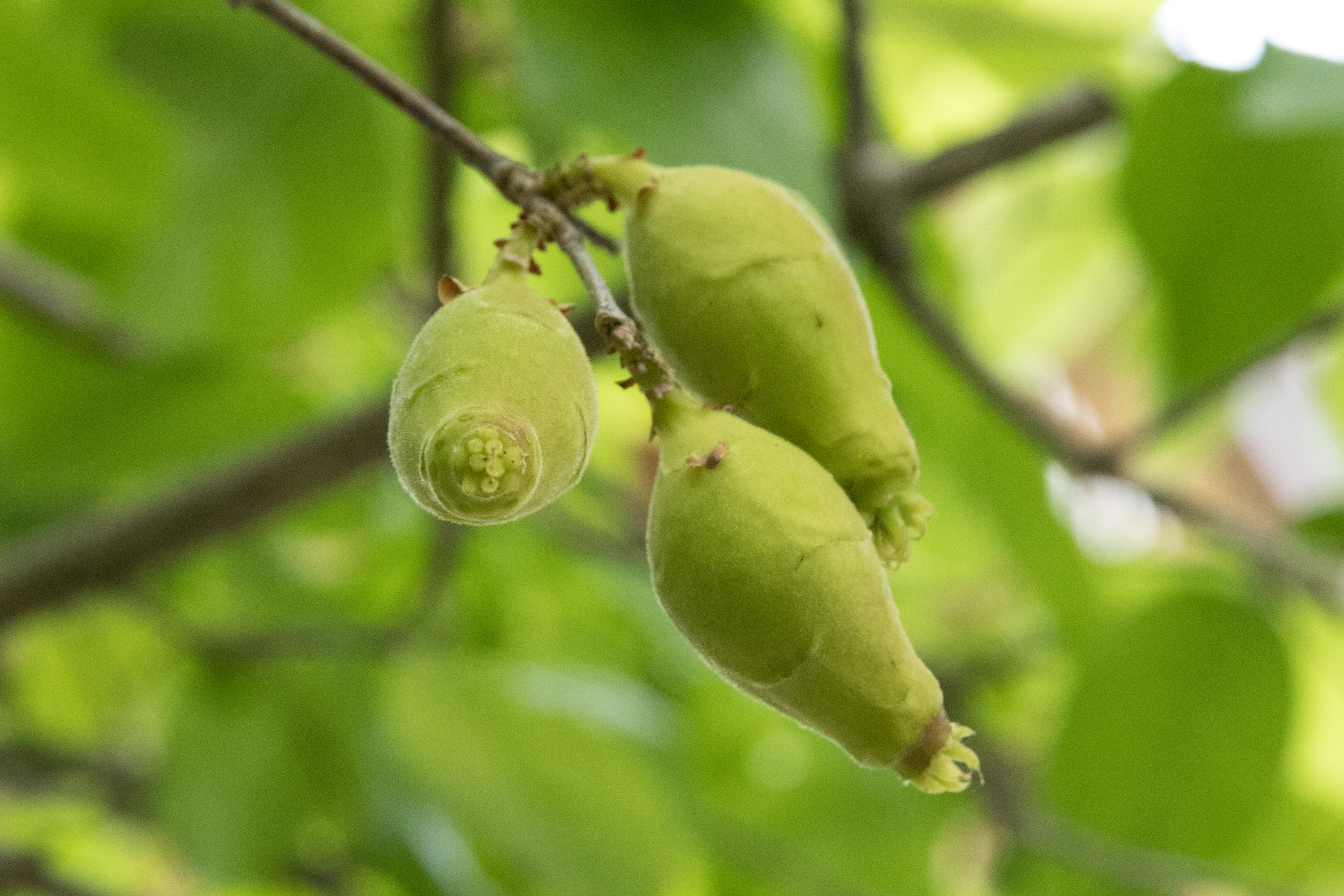
열매

## 같이 보기
- 나무 목록